# Choristostigma
Choristostigma é um gênero de mariposa pertencente à família Crambidae.